# Tylana cristata
Tylana cristata är en insektsart som först beskrevs av Fabricius 1803.  Tylana cristata ingår i släktet Tylana och familjen sköldstritar. Inga underarter finns listade i Catalogue of Life.